# モンセフ・ゼルカ
モンセフ・ゼルカ（アラビア語: منصف زرقا、Monsef Zerka、1981年8月30日 - ）は、フランス・ロワレ県オルレアン出身のモロッコ代表サッカー選手。ポジションはフォワード。

## 代表歴
- モロッコオリンピック代表

アテネオリンピック
- モロッコ代表

アフリカネイションズカップ2008